# Mario Galindo
Pour les articles homonymes, voir Galindo (homonymie).
Mario Galindo, de son vrai nom Mario Enrique Galindo Calixto, est un footballeur chilien né le 10 août 1951 à Punta Arenas (Chili).

## Biographie
Il participe à la Coupe du monde 1974 en Allemagne puis à la Coupe du monde 1982 en Espagne, et compte 23 sélections entre 1972 et 1982.

## Carrière
- 1971 - 1975 : Colo-Colo ( Chili)
- 1976 : Everton ( Chili)
- 1977 - 1982 : Colo-Colo ( Chili)
- 1983 : Santiago Wanderers ( Chili)
- 1984 : Colo Colo ( Chili)

## Palmarès
- Champion du Chili en 1972, 1979, 1981 et 1983 avec Colo Colo, et en 1976 avec Everton
- Vainqueur de la Copa Chile en 1974 avec Colo Colo